# Parwana
Parwana est un film indien de Bollywood réalisé par Deepak Bahry sorti le 12 septembre 2003.
Le film met en vedette Ajay Devgan, Ameesha Patel. Le long métrage fut un succès mitigé.

## Box-office
- Box-office Inde: 61 790 000 roupies.
- Budget: 90 000 000 roupies[1].